# Auguste Villiers de l'Isle-Adam
Jean-Marie-Mathias-Philippe-Auguste de Villiers de L'Isle-Adam,  conte și apoi (din 1846) marchiz de Villiers de L'Isle Adam, (n. 7 noiembrie 1838, Saint-Brieuc, Bretagne, Franța – d. 19 august 1889, Paris, Franța) a fost un scriitor francez de origine bretonă. Numit Mathias de către familia sa, pur și simplu Villiers de către prietenii săi, el a folosit pseudonimul Augustus pe coperta unora dintre cărțile sale. Lucrările sale au inspirat simbolismul.

## Lucrări

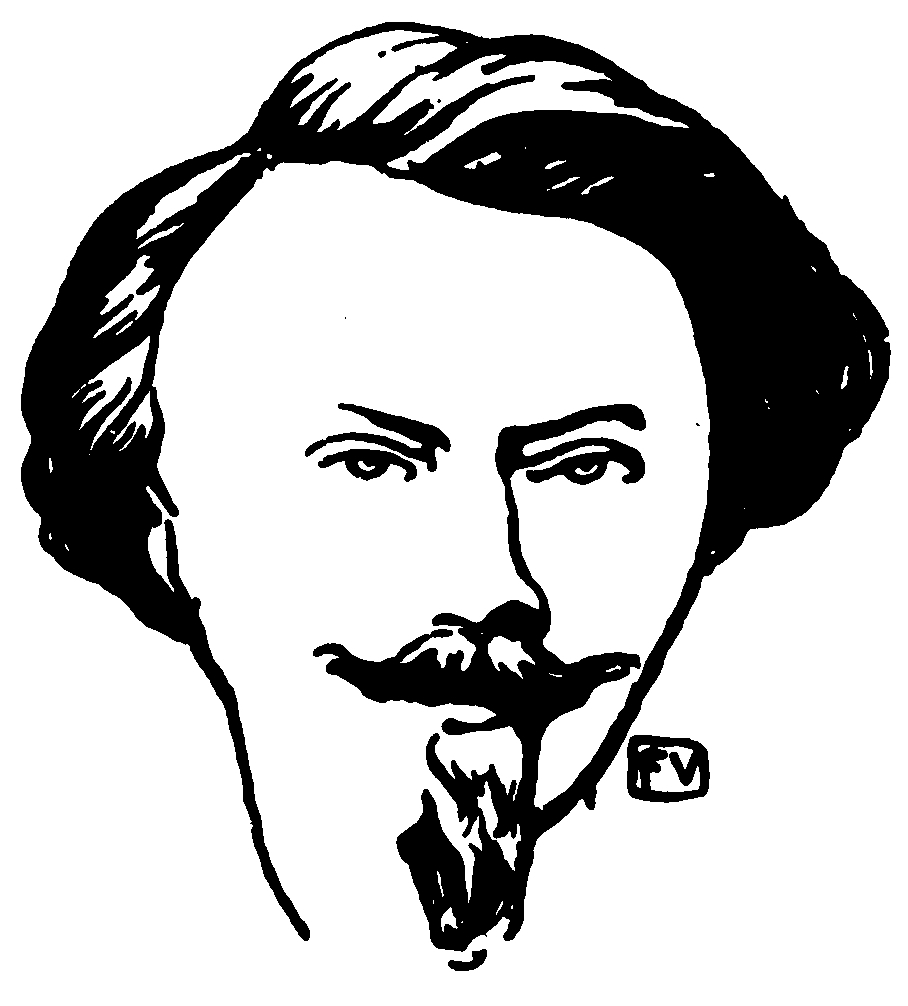
Portretul lui Villiers de L'Isle-Adam
de Félix Vallotton
din Cartea Măștilor - Le Livre des masques
de Remy de Gourmont (1898).

- Œuvres complètes, editată de Alan Raitt și Pierre-Georges Castex, împreună cu Jean-Marie Bellefroid, Gallimard, Bibliothèque de la Pléiade, 2 volume, 1986.

Povestiri și romane
- Isis (povestire), 1862
- Contes cruels (colecție de povestiri și nuvele, 1883), inclusiv Véra (1874)
- L'Ève future (roman), 1886
- L'Amour suprême (colecție de povestiri), 1886
- Tribulat Bonhomet (colecție de povestiri), 1887
- Nouveaux contes cruels (colecție de povestiri), 1888
- Histoires insolites (colecție de povestiri), 1888
- Chez les passants (colecție de povestiri fantastice și pamflete), 1890
- Propos d'Au-delà (colecție postumă de texte), 1893
- Reliques (colecție postumă de texte), 1954
- Nouvelles Reliques (colecție postumă de texte), 1968

Teatru
- Elën, 1865
- Morgane, 1866
- La Révolte, 1870
- Le Nouveau Monde, 1880
- Axël, 1890, postum
- L'Evasion, 1890, postum
- Le Prétendant (version définitive de Morgane), 1965, postum

Poezie
- Deux essais de poésie, 1858
- Premières poésies, 1859

Traduceri în limba română
- Nuvele, ed. Libr. Leon Alcalay, „Biblioteca pentru toți” nr. 545, București, [1910] - traducere de N. Davidescu
- Vestitorul, soc. de editură „Facla”, Biblioteca Facla nr. 17, [1911]
- Vestitorul, „Minerva”, inst. de Arte Grafice și Editură, Biblioteca „Minervei” nr. 171, București, 1915 - traducere de N. Davidescu
- Misterul eșafodului și alte nuvele, „Minerva”, inst. de Arte Grafice și Editură, Biblioteca „Minervei” nr. 185, București, 1915
- Nuvele, ed. Libr. „UNIVERSALA” Alcalay & Co., „Biblioteca pentru toți” nr. 545, București, [1934] - traducere de N. Davidescu
- Secretele inchiziției, editor Virgil Florescu, colecția „Cartea captivantă”, București, 1942 - traducere de Virgil Florescu
- Povestiri crude și insolite, ed. Cartea Românească, București, 1973 - traducere de Alexandru George
- Viitoarea Evă, Editura Univers, „Colecția romanelor SF”, 1976 - traducere de Mihai Elin[18]
- Povestiri crude și insolite, ed. Minerva, colecția „Biblioteca pentru toți” nr. 1036, București, 1980 - traducere de Alexandru George
- Povestiri crude și insolite. 2003

## Legături externe
- Villiers dans la bibliothèque en ligne Gutenberg
- Textes Arhivat în 3 februarie 2007, la Wayback Machine. en ligne sur la Bibliothèque électronique de Lisieux.
- L'option suprême (fin d'Axël) sur le site des Éditions Absalon Arhivat în 7 septembrie 2008, la Wayback Machine.
- Ecouter "Véra" lu par Mme Monique Vincens sur le site de litteratureaudio.com

## Vezi și
- Listă de scriitori francezi
- Listă de dramaturgi francezi